# 1990年8月逝世人物列表
1990年逝世人物列表：1月 - 2月 - 3月 - 4月 - 5月 - 6月 - 7月 - 8月 - 9月 - 10月 - 11月 - 12月
1990年8月逝世人物列表，是用於匯總1990年8月期間逝世人物的列表。

## 依日期排序

### 1日
- 蜜雪兒·阿爾諾，74歲，法國將軍，心臟病發作。
- Roar Berthelsen，55歲，挪威跳遠運動員。[1]
- 卡爾·埃克恩，36歲，美式橄欖球運動員，交通事故。[2]
- 諾博特·伊里亞思，93歲，德國社會學家。[3]
- 邁克爾·葛籣尼，62歲，英國學者和翻譯，心臟病發作。[4]
- 洛塔·希奇曼諾娃，80歲，捷克裔加拿大人道主義者，癌症。
- 羅伯特·克里普斯，67歲，盧森堡政治家。[5]
- 巴爾巴拉·穆希卡，46歲，阿根廷女演員，心臟病發作。
- Tiger Joginder Singh，71歲，印度職業摔跤手。
- 格雷厄姆·楊，42歲，英國被定罪的連環殺手，心臟病發作。

### 2日
- 法赫德·艾哈邁德·賈比爾·薩巴赫，44歲，科威特皇室和體育管理員，在戰鬥中喪生。
- 阿多尼亞斯·菲略，74歲，巴西作家。[6]
- Al Guokas，64歲，美國籃球運動員。[7]
- 諾曼·麥克萊恩，87歲，美國小說家。[8]
- 弗朗索瓦·佩里耶，68歲，法國精神分析學家。[9]
- 埃德溫·裡奇菲爾德，68歲，英國演員。[10]
- Nikolaus Riehl，89歲，德國核物理學家。
- 艾爾·羅森，80歲，美國演員，癌症。[11]

### 3日
- 貝蒂·阿曼，85歲，德裔美國電影女演員。[12]
- 內拉·瑪麗亞·博諾拉，86歲，義大利女演員。
- 鮑勃·布朗，79歲，美國棒球運動員。[13]
- 湯瑪斯·鄧恩，64歲，愛爾蘭政治家。
- M·蘭加·拉奧，58歲，印度作曲家，癌症。
- 威爾伯·施瓦茨，72歲，美國音樂家。
- 喬治·斯塔夫里諾斯，42歲，希臘裔美國插畫家，肺炎併發症。[14]
- 保羅·沃特金斯，40歲，美國邪教成員

### 4日
- 伊恩·艾利森，81歲，加拿大籃球運動員。[15]
- As'ad Syamsul Arifin，92-93歲，印尼烏拉瑪。
- Mathias Goeritz，75歲，德裔墨西哥藝術家。[16]
- 諾曼·瑪律科姆，79歲，美國哲學家。
- 埃托雷·瑪莎拉蒂，95-96歲，義大利汽車工程師（Maserati）。[17]
- 瓦賈哈特·米爾扎，82歲，印度電影製片人。
- 阮惠梅，77歲，越南羅馬天主教主教[18]
- 約翰·T·威爾遜，76歲，美國學者。[19]

### 5日
- 伊萬·布拉特尼，70歲，捷克裔英國詩人。[20]
- Aldo Grimaldi，47-48歲，義大利電影製片人，癌症。[21]
- 雅各·J·赫克特，66歲，美國拉比，作家和廣播評論員，心臟病發作。[22]
- 埃利斯·T·詹森，79歲，美國綜合運動運動員和教練。
- 卡齊米日·卡祖巴，60歲，波蘭足球運動員。[23]
- 周克芹，53歲，中國作家。
- 喬治·奎因，76歲，愛爾蘭聖公會主教。

### 6日
- 查理斯·阿恩特，83歲，美國演員，癌症。[24]
- 泰勒·G·貝爾徹，70歲，美國外交官，癌症。[25]
- 戈登·邦沙夫特，81歲，美國建築師。.[26]
- 喬治·迪克森，56歲，加拿大足球運動員。
- 路易士·盧切蒂，87歲，阿根廷奧運會擊劍運動員（1928年）。[27]
- Lemuel Cornick Shepherd， Jr.，94歲，美國將軍，骨癌。[28]
- 雅克·蘇斯特爾，78歲，法國政治家。[29]
- Antoon van Schendel，80歲，荷蘭公路自行車賽車手。[30]
- 派特·沃爾，57歲，英國政治家。

### 7日
- 迭戈·卡皮泰拉，66歲，義大利民族音樂學教授。[31]
- 塔瑪拉·多伊切爾，77歲，波蘭裔英國作家。[32]
- 菲尼·迪克，77歲，荷蘭插畫家和兒童作家。[33]
- 格布哈德·穆勒，90歲，德國政治家。
- CM普納查，79歲，印度政治家。

### 8日
- 安傑伊·多布羅沃爾斯基，68歲，波蘭作曲家。[34]
- 華萊士·道格拉斯，78歲，加拿大製片人、導演和演員。
- 約瑟夫·H·哈珀，89歲，美國陸軍軍官。[35]
- 戈帕爾·辛格，72歲，印度州長和政治家。
- 烏爾霍·泰拉斯，75歲，芬蘭足球運動員。

### 9日
- 多蘿西·阿普爾比，84歲，美國女演員。
- 威廉·伯斯沃斯·卡斯尔，92歲，美國醫生。[36]
- 喬·默瑟，76歲，英格蘭足球運動員。[37]
- 瓦迪斯瓦夫·奧爾利茨，87歲，波蘭數學家。
- Art Van Tone，71歲，美國橄欖球運動員。[38]

### 10日
- 雅各·阿裡納斯，66歲，哥倫比亞遊擊隊領袖，癌症。
- 哈羅德·博伊德，89歲，澳大利亞足球運動員。
- 瑪莎·多德，81歲，美國作家。[39]
- Cookie Lavagetto，77歲，美國棒球運動員。[40]
- 赫爾穆特·利弗特，74歲，二戰期間的德國飛行王牌。
- 大衛·馬丁，57歲，澳大利亞政治家，肺癌。
- 尤金妮亞·拉瓦西奧，82歲，義大利羅馬天主教修女。[41]
- 约什科·维多舍维奇，55歲，南斯拉夫足球運動員。

### 11日
- 邦妮·貝克，73歲，美國歌手。
- 貢薩洛·加維里亞，43歲，哥倫比亞毒梟，被槍殺。
- Asa S. Knowles，81歲，美國學者。[42]
- 查理斯·馬奎斯·沃倫，77歲，美國電影製片人，腦室動脈瘤。[43]

### 12日
- 保羅·古巴，82歲，美式足球運動員。[44]
- Ethyl Eichelberger，45歲，美國變裝皇后，流血自殺。[45]
- Christa Jungnickel，55歲，德裔美國科學史學家。[46]
- B. Kliban，55歲，美國漫畫家，肺栓塞。[47]
- 多蘿西·麥凱爾，87歲，英裔美國女演員，肝功能衰竭。[48]
- Piotr Perkowski，89歲，波蘭作曲家。[49]
- Sara Seegar，76歲，美國女演員，腦溢血。[50]
- 詹姆斯·斯图尔特，80歲，加拿大籃球運動員。[51]
- 費伊·湯瑪斯，86歲，美國棒球運動員，中彈自殺。[52]
- 羅伊·威廉姆森，54歲，蘇格蘭詞曲作者，腦癌。

### 13日
- Caridad Bravo Adams，82歲，墨西哥編劇。[53]
- 达拉斯·比克斯勒，80歲，美國奧林匹克體操運動員（1932年）。[54]
- 赫德利·多诺万，76歲，美國雜誌編輯。[55]
- 伊內斯·門多薩，82歲，波多黎各作家，第一夫人（1949-1965）。
- 亞歷杭德羅·奧特羅，69歲，委內瑞拉畫家和雕塑家。[56]
- 吉米·斯塔爾，86歲，美國編劇。[57]
- 亨利·斯沃博達，92歲，捷克斯洛伐克指揮家。[58]

### 14日
- 亨利·克朗，94歲，美國實業家。[59]
- 約翰·福克斯，38歲，美國作家，愛滋病。[60]
- 拉斐特·利克，71歲，美國爵士音樂家，糖尿病。[61]
- 孫連仲，97歲，臺灣上將。
- 湯瑪斯·馬修曼，87歲，英國奧運短跑運動員（1924年）。[62]
- 刘兴元，81歲，中國政治家、將軍。

### 15日
- 妮娜·巴拉，70歲，美國女演員。
- 吉米·卡魯瑟斯，61歲，澳大利亞拳擊手，肺癌。[63]
- 盧·德威特，52歲，美國音樂家，腎衰竭。
- 鮑勃·加巴克，80歲，美國棒球運動員。[64]
- 比利·休謨，54歲，蘇格蘭足球運動員。[65]
- Inger Koppernæs，62歲，挪威政治家。
- Kalamandalam Krishnan Nair，76歲，印度舞蹈家。
- Viktor Tsoi，28歲，蘇聯歌手，交通事故。[66]
- 路易士·沃拉，88歲，法國貝斯手。[67]

### 16日
- 皮埃爾·邦內，92歲，法國蜘蛛學家。[68]
- 鮑比·戈登，54歲，美式橄欖球運動員。[69]
- 派特·奧康納，65歲，紐西蘭摔跤手，癌症。
- 歐內斯特·波戈相，55歲，蘇聯棋手。
- 里卡多·薩普里薩，89歲，薩爾瓦多-哥斯大黎加足球運動員。[70]

### 17日
- 珀爾·貝利，72歲，美國女演員和歌手，患有心血管疾病。[71]
- David A. Burchinal，75歲，美國將軍，癌症。[72]
- 羅德里克·庫克，58歲，英國演員和劇作家，心臟病發作。[73]
- 伊恩·漢迪賽德，27歲，英格蘭足球運動員，腦癌。[74]
- 戈登·帕森斯，63歲，澳大利亞鄉村音樂創作歌手。
- 瑪麗亞·波德勒，87歲，德國女演員。
- 拉裡·韋爾登，75歲，美式橄欖球運動員。[75]
- 格雷厄姆·威廉姆斯，45歲，英國電視製片人，被槍殺。

### 18日
- 冯立族
- Grethe Ingmann，52歲，丹麥歌手，癌症。
- 約瑟夫·科瓦奇，79歲，匈牙利跨欄運動員。[76]
- D·斯科特·羅戈，40歲，美國作家，被謀殺。
- Mary Shaw Shorb，83歲，美國生物化學家。[77]
- B.F.斯金納，86歲，美國社會哲學家，白血病患者。[78]

### 19日
- 奧拉維·阿拉庫皮，75歲，芬蘭軍官和越野滑雪運動員。
- 伊利哈姆·阿利耶夫，29歲，蘇聯亞塞拜然士兵，在戰鬥中喪生。
- 吉姆·卡瓦納，77歲，澳大利亞政治家。
- Ercole Gallegati，78歲，義大利摔跤手。[79]
- 安娜·羅格斯·范德洛夫，80歲，荷蘭兒童小說作家。[80]
- 斯蒂芬·愛德華·史密斯，62歲，美國政治顧問，肺癌。[81]
- 理查·斯特勞特，92歲，美國記者，跌倒併發症。[82]

### 20日
- 蒂姆·巴雷特，61歲，英國演員。[83]
- 比爾·庫里，54歲，英格蘭足球運動員。[84]
- 魯道夫·蓋萊施，76歲，德國足球運動員。
- 莫裡斯·根德隆，69歲，法國大提琴家。[85]
- 雷·詹森，75歲，美國橄欖球運動員。[86]
- 約翰·拉瑙茲，79歲，澳大利亞歷史學家。[87]
- 艾克·休厄爾，86歲，美國商人，白血病。

### 21日
- 安東尼奧·阿吉萊斯，58歲，西班牙足球運動員。
- 拉裡·布勒，73歲，美式足球運動員。[88]
- 比爾·拉斯利，88歲，美國棒球運動員。[89]
- 鮑勃·烏爾，76歲，美國棒球運動員。[90]

### 22日
- 小约翰·博尔格
- 路易吉·達達格裡奧，75歲，義大利羅馬天主教紅衣主教。[91]
- 派翠克·麥卡林尼，76歲，愛爾蘭演員。[92]
- 愛德華·帕蒂森，58歲，美國政治家，美國眾議院議員（1975-1979），肝癌。[93]
- 鮑裡斯·謝爾比納，70歲，蘇聯政治家。

### 23日
- 撒母耳·J·布朗，72歲，二戰期間的美國戰鬥機飛行員。
- 金井豐，30歲，日本奧運亞軍（1984年），事故。[94]
- 洛文施泰因-韋特海姆-羅森伯格親王查理斯，86歲，德國貴族，洛文施泰因-韋特海姆家族的負責人（自1952年起）。
- 帕爾維茲·納特爾-汗拉裡，76歲，伊朗政治家。
- 大衛·羅斯，80歲，美國詞曲作者（“脫衣舞娘”），心臟病發作。[95]
- 奥梅罗·托尼翁，66歲，義大利足球運動員。[96]

### 24日
- Victor Civita，83歲，義大利裔巴西記者和出版商。
- 謝爾蓋·多夫拉托夫，48歲，蘇聯作家，心力衰竭。[97]
- 第16代亨廷頓伯爵弗朗西斯·黑斯廷斯，89歲，英國政治家和藝術家。
- 哈羅德·馬蘇爾斯基，67歲，美國地質學家。[98]
- 尼克·梅茨，76歲，加拿大冰球運動員。[99]
- 米奇·維特克，74歲，美國棒球運動員。[100]

### 25日
- 塔爾伯特·艾布拉姆斯，95歲，美國攝影師和飛行員。[101]
- 威拉德·萊昂·博拉克，91歲，美國外交官，阿爾茨海默病。[102]
- 莫利·卡拉漢，87歲，加拿大作家。[103]
- 大衛·漢普郡，72歲，英國賽車手。

### 26日
- Mehdi Akhavan-Sales，61歲，伊朗詩人。
- 彼得·阿格紐爵士，90歲，英國政治家。
- 马里奥·平托·德安德拉德，62歲，安哥拉詩人和政治家。[104]
- 本田實，77歲，日本天文學家。
- 小倉朗，74歲，日本作曲家。
- 保羅·波茨，79歲，英裔加拿大詩人。[105]
- 瑞塔·斯科特，74歲，美國動畫師。
- 湯姆·托納，40歲，美式橄欖球運動員，癌症。[106]

### 27日
- 埃德·巴拉蒂，66歲，美式足球運動員。[107]
- 凱薩琳·菲茨派翠克，84歲，澳大利亞歷史學家。
- 雷蒙德·聖雅克，60歲，美國演員和電影製片人，淋巴瘤。[108]
- 拉蒙·皮涅羅·洛佩斯，75歲，西班牙作家和政治家。[109]
- Armin Scheurer，72歲，瑞士運動員和足球教練。[110]
- 史蒂维·雷·沃恩，35歲，美國藍調音樂家和吉他手，直升機墜毀。[111]

### 28日
- Sumitra Devi，67歲，印度女演員。
- 拉裡·傑克遜，59歲，美國棒球運動員，癌症。[112]
- 理查·勞芬，83歲，德國演員。[113]
- 埃德蒙·H·諾斯，79歲，美國編劇。[114]
- 羅斯利·羅斯，31歲，巴西LGBT活動家，自殺。
- 保羅·羅，73歲，加拿大足球運動員。
- 維克托里奧·斯皮內托，79歲，阿根廷足球運動員。[115]
- 伊娃·斯蒂伯格，69歲，瑞典女演員。[116]
- 威利·范德斯汀，77歲，比利時漫畫家[117]

### 29日
- 路易吉·贝卡利，82歲，義大利奧運亞軍（1932年）。[118]
- 曼利·帕爾默·霍爾，89歲，加拿大哲學家。[119]
- 陳宏基，70歲，馬來西亞土木工程師。
- 所羅門·米赫林，82歲，蘇聯數學家，中風。
- 賽義德·沙哈布·阿爾丁·馬拉希·納傑菲，93歲，伊拉克瑪律賈。
- Juozas Vinča，84歲，立陶宛裔美國拳擊手和奧運選手。[120]

### 30日
- 婁·加蘭，85歲，美國棒球運動員。[121]
- 埃德蒙·洛夫，78歲，美國作家，心臟病發作。[122]
- 錢穆，95歲，華裔臺灣歷史學家和哲學家。
- 伯納德·D·H·泰勒根，90歲，荷蘭電氣工程師。[123]

### 31日
- 伯特·阿西拉蒂，82歲，英國職業摔跤手，膀胱癌。
- 納撒尼爾·克利夫頓，67歲，美國籃球運動員。[124]
- 詹姆斯·多諾萬，66歲，美國政治家，結腸癌。[125]
- 亨利·弗罗姆，64歲，丹麥足球運動員。[126]
- 弗蘭克·欣德曼·戈萊，75歲，美國經濟學家。[127]
- 約翰尼·琳賽，81歲，南非板球運動員。[128]
- Jack C. Rowan，79歲，美式橄欖球教練。
- 謝爾蓋·沃爾科夫，41歲，蘇聯花樣滑冰運動員和奧運選手，胃癌。[129]